# Nananthus
Nananthus ist eine Pflanzengattung aus der Familie der Mittagsblumengewächse (Aizoaceae). Der botanische Name der Gattung leitet sich von den altgriechischen Worten νᾶνος nanos für „Zwerg“ und ἄνθος anthos für „Blüte“ oder „Blume“ ab und verweist auf zwergige Blüten, die jedoch nicht vorhanden sind.

## Beschreibung
Die Pflanzen der Gattung Nananthus wachsen kompakt. Ihre rübenförmigen, dicken, sukkulenten Wurzeln sind essbar. Die aufrechten oder ausgebreiteten bis liegenden, dunkelgrünen, weiß-getüpfelten Laubblätter sind an der Oberseite länglich bis dreieckig und mehr oder weniger glatt. Ihre Unterseite ist an der Spitze höckrig. Die Oberfläche ist rau und besitzt ähnliche Warzen wie die Blätter der Gattung Aloinopsis. In den Erhebungen befindet sich eine dünne Schicht Calciumoxalat, die den Blättern ihre weiß-getüpfelte Erscheinung verleiht.
Die Blüten stehen einzeln über Hochblättern, die fast genauso groß sind wie die Laubblätter. Es sind fünf Kelchblätter vorhanden. Ihre Kronblätter sind gelb und rot gestreift bis purpurrötlich und dunkler gestreift. Manchmal sind sie auch rein gelb. Die Staubblätter bilden in der Mitte immer einen flachen Kegel mit weißen Staubfäden und meist gelben Staubbeuteln. Das Nektarium ist als dunkelgrüner Ring ausgebildet.
Die Kapselfrüchte ähneln denen der Gattung Delosperma. Die hell- bis dunkelbraunen, fast kugelförmigen Samen sind 1,4 bis 2 Millimeter lang sowie 1 bis 1,6 Millimeter breit.
Die Chromosomenzahl ist {\displaystyle 2n=18}.

## Systematik und Verbreitung
Die Gattung Nananthus ist im Südosten von Botswana, im Osten von Namibia sowie in Südafrika im Nordosten der Provinz Nordkap und im Süden der Provinzen Nordwest und Freistaat verbreitet. Die Pflanzen wachsen auf Ebenen oder Hängen mit feinem Lehm. Die jährliche Niederschlagsmenge übersteigt meisten 300 Millimeter. Der Niederschlag fällt hauptsächlich im Sommer.
Die Erstbeschreibung wurde 1925 von Nicholas Edward Brown veröffentlicht. Der Holotypus ist Nananthus vittatus. Nach Heidrun Hartmann (2017) umfasst die Gattung Nananthus folgende Arten:
- Nananthus aloides (Haw.) Schwantes
- Nananthus gerstneri (L.Bolus) L.Bolus
- Nananthus margaritiferus L.Bolus
- Nananthus pallens (L.Bolus) L.Bolus
- Nananthus pole-evansii N.E.Br.
- Nananthus vittatus (N.E.Br.) Schwantes

## Nachweise